# Halichoeres trimaculatus
 Halichoeres trimaculatus és una espècie de peix de la família dels làbrids i de l'ordre dels perciformes.

## Morfologia
Els mascles poden assolir els 27 cm de longitud total.

## Distribució geogràfica
Es troba des de l'est de l'Índic fins al Pacífic.